# Томско-Енисейская епархия
Не следует путать с Томской епархией Русской Православной церкви.
То́мско-Енисе́йская епа́рхия — епархия Русской православной старообрядческой церкви на территории Томской и Кемеровской областей, Красноярского края, Республики Хакасии и Республики Тывы.

## История
В октябре 1885 года Мефодий (Екимов) был поставлен во епископа Томского и всея Сибири. Резиденция епископа Мефодия находилась в деревне Выдриха Бийского округа Томской губернии. В подчинении епископа Мефодия находились белокриницкие общины Томской, Иркутской, Енисейской губернии, Амурской, Якутской, Забайкальской, Акмолинской, Семипалатинской и Семиреченской областей.
Период епископства Мефодия, конец 1880-х — первая половина 1890-х годов, представляется весьма важным с точки зрения динамики развития Белокриницкого согласия в Сибири: оформляется организационная структура сибирских белокриницких обществ, хотя в томских мирских и иноческих обществах существовала и довольно влиятельная группировка, недовольная Мефодием.
В 1894 года после ареста и ссылки епископа Мефодия для управления приходами в Сибири священноинок Антоний (Паромов) был хиротонисан во епископа Тобольского и Колыванского. В августе 1899 году огромная епархия, которой руководил епископ Антоний, была уменьшена: на Освященном Соборе принято решение об образовании самостоятельной Томской епископии. В сентябре того же года в сан епископа Томского и всея Сибири возведён игумен мужского Казанского скита Феодосий (Быков).
После выхода правительственных указов 1905—1906 годов большинство общин получило официальную регистрацию. В Томской губернии это барнаульская, новониколаевская, томская и связанные с ними сельские общины, Казанский мужской и Ново-Архангельский женский скиты на реке Юксе Томского уезда Томской губернии, женский Тихвинский монастырь на реке Тое Колыванского уезда Томской губернии.
12 февраля 1906 года во епископа Томского и всея Сибири был рукоположен Иоасаф (Журавлёв).
В 1908 году к общине города Томска был рукоположён во священника Трифон Сухов, который в 1909 году начал строительство в городе Успенского храма на улице Алексее-Александровской (ныне — Яковлева).
25 августа 1911 года решением Освященного собора из состава Томской и Сибирской епархии была выделена Иркутская и всея Восточныя Сибири епархия, после чего епархия стала именоваться Томской и Алтайской.
На 1 января 1912 года по данным МВД в пределах Томской губернии числилось 24565 человек, принадлежащих к Белокриницкому согласию.
В июне 1919 года епархиальным съездом Томско-Алтайской епархии разработано «Временное положение о древлеправославной Церкви», предназначенное для утверждения колчаковским правительством в качестве «временного закона».
С конца 1919 года, после смерти епископа Иоасафа, его брат епископ Амфилохий (Журавлёв) по просьбе Совета епархии взял в свои руки временное управление Томской кафедрой. В 1920 году он перенёс из Перми свою резиденцию в Томскую епархию. Отсюда велось управление сразу тремя старообрядческими епархиями — Урало-Оренбургской, Пермско-Тобольской и Томско-Алтайской.
В 1920 году большинством приходов Томско-Алтайской епархии Трифон Сухов был избран кандидатом во епископы и, после пострижения в монашество с именем Тихон, епископами Амфилохием (Журавлёвым) и Иоанникием (Ивановым) 6 декабря был рукоположен во епископа Томского и Алтайского.
В бытность епископа Тихона началась провокационная кампания против Православной церкви, одновременно и против Старообрядческой церкви, выразившаяся в изъятии церковных ценностей на основании постановления Президиума ВЦИК под председательством М. И. Калинина от 2 января 1922 года «О ликвидации церковного имущества». В 1923 году епископа Тихона арестовали и отправили в Новосибирск.
После ареста епископа Тихона Семипалатинская губерния была выделена в отдельную епархию. Причинами такого решения были удальённость от епархиального центра и неудобства, связанные с его посещением. Предполагалось, что близость епископа обеспечила бы приток в древлеправославную веру инаковерующих, которых там было предостаточно. Вновь образованную епархию возглавил епископ Семипалатинский и Миасский Андриан (Бердышев).
С 27 по 30 июня 1924 года в Новониколаевске (ныне Новосибирск) по инициативе епископа Тихона прошёл первый епархиальный съезд, на нём был избран епархиальный совет и принято решение о разделении епархии на две самостоятельные: Томскую и Алтайскую. По отчету финансовой комиссии Томско-Алтайской епархии в 1924 года общее число старообрядцев белокриницкой иерархии составило около 19000 чел.
В 1925 года советом в епархии принят Устав религиозных общин, получивших статус религиозных обществ. Существенные ограничения делались в области имущественных прав и внутренней жизни: для созыва церковных собраний стало необходимо разрешение административных отделов, зарегистрированные общины могли быть закрыты по постановлению губернских органов власти и т. д. Но, как отмечалось в докладе епархиального совета московскому собору 1925 года, несмотря на все трудности, епископ Тихон привёл в «образцовый порядок» управление епархии, способствовал открытию нескольких новых общин.
В 1930-е годы епископ Тихон был репрессирован и расстрелян, а сама Томско-Алтайская епархия упразднена.
В 1992 году постановлением московского Освященного собора была образована Новосибирская и всея Сибири епархия.
21 октября 2015 года на Освященном Соборе РПСЦ в Москве общины Томского благочиния выступили с инициативой воссоздания Томской епархии и выделения из состава Новосибирской епархии самостоятельной церковно-канонической территории с кафедральным храмом в Томске; правящим архиереем они избрали священноинока Григория (Коробейникова). Приняв во внимание большую протяженность Сибирской епархии и сложность окормления территориально разрозненных приходов, Собор восстановил деятельность Томской епархии путём выделения приходов Томского благочиния из состава Новосибирской епархии и избранием управляющим епархией священноинока Григория (Коробейникова).
31 октября 2015 года в Успенском старообрядческом храме Томска состоялось возведение на кафедру Томской епархии (РПСЦ) недавно поставленного епископа Григория.
Решением освященного собора 17-19 октября 2017 года, «учитывая территориальные и исторические особенности», епархия была переименована в Томско-Енисейскую.

## Современное состояние
В настоящее время в Томской епархии около 8 приходов.

### Ежегодные мероприятия
С 2004 года в начале декабря в Томске проходят ежегодные Тихоно-Аввакумовские чтения.
Каждый год в августе проводятся крестные ходы к месту Казанского и Ново-Архангельского скитов возле д. Гарь Томской области.
В селе Корнилово летом проходит детский христианский лагерь «Сибирский Радонеж».

## Епископы
- Мефодий (Екимов) (15 октября 1885 — 10 мая 1898)
- Антоний (Паромов) (14 июля 1894 — август 1899) в/у, еп. Тобольский
- Феодосий (Быков) (23 сентября 1899 — 22 августа 1905)
- Иоасаф (Журавлёв) (12 февраля 1906 — 15 ноября 1919)
- Амфилохий (Журавлёв) (декабрь 1919 — 6 декабря 1920) в/у, еп. Пермско-Тобольской
- Тихон (Сухов) (6 декабря 1920 — 15 декабря 1937)
- Григорий (Коробейников) (с 25 октября 2015)